# Ebioniten
Ebioniten (auch  Ebionäer, hebräisch-aramäisch ebionim, die Armen) war eine Selbstbezeichnung von antiken Judenchristen, die eine von der Hauptströmung (der sich konstituierenden alten Kirche) getrennte Gruppe bildeten.

## Entstehung und Geschichte
Die Ebioniten unterschieden sich von den sogenannten „Nazarenern“, die ebenso wie sie 66/67 n. Chr. von Jerusalem ins Ostjordanland ausgewandert waren. Die Ebioniten waren zumeist in Transjordanien und Syrien verbreitet. Ob der Ursprung der Ebioniten in der Jerusalemer Urgemeinde liegt, bleibt unklar. Mit
Ebionim wurden in der Thora die (JHWH-)treuen Israeliten bezeichnet, 1 Sam 2,8 , Hes 22,29 , Amos 5,12 . Ebionim stand für eine ehrenvolle Bezeichnung gottesfürchtiger Israeliten. Sie waren Anhänger des Judaismus, also jener Richtung der Judenchristen, die die Beschneidung und die Einhaltung der Zeremonialgesetze fordert.
Es war Irenäus von Lyon, der als erster Autor um 180 n. Chr. eine eigene, von der alten Kirche getrennte ‚häretische‘ Gruppe der Ebionäer oder Ebioniten erwähnte (Adversus haereses I 26,2; III 11,7). Über die antihäretische Schrift Arzneikasten (panárion) des Epiphanius von Salamis sind bis heute Teile eines Textes überliefert, der als Ebionitenevangelium oder Ebionäerevangelium bezeichnet wird, von Epiphanius allerdings fälschlicherweise Hebräerevangelium genannt wurde. Über die Ebionäer sagte Epiphanius, dass sie nur das Evangelium nach Matthäus benutzten.
Ursprünglich war „die Armen“ ein Ehrenname. Im Laufe der Zeit wandelte sich die Bedeutung zum Negativen, weil die Gruppe Feinde von allen Seiten hatte: Sie wurden von den Juden, obwohl sie sich selbst als Juden betrachteten, aus ihrer Gemeinschaft ausgeschlossen, weil sie in Jesus den Messias sahen und weil sie Tieropfer ablehnten, sich gar zu Vegetariern entwickelten. Von den Heidenchristen wurden sie als Ketzer betrachtet, weil sie Paulusgegner waren und Jesu Tod nicht als blutigen Sühnetod interpretierten. Sie feierten das Abendmahl als bloße Erinnerung an Jesus und ersetzten den „Blutkelch“ durch einen Wasserkelch. Von den Römern wurden die Ebioniten wie Juden und Christen als Gruppe potentieller Aufständischer eingestuft und entsprechend beargwöhnt.
Die Ebioniten sind zu anderen jüdischen Anhängern der Jesusbewegung, etwa den Nazarenern, in Beziehung gesetzt worden. So versuchte Epiphanius von Salamis, die als nicht-häretisch betrachteten nasaraioi von den als häretisch betrachteten nazoraioi, oder Ebioniten, zu unterscheiden. Bis ins 20. Jahrhundert wurden Ebioniten mit einer theosophischen Geheimlehre der Essener (um 100 n. Chr.) in Verbindung gebracht, während die Nazarener eine „milde“ Richtung der Ebioniten gewesen seien, die das Zeremonialgesetz nur für sich selbst verbindlich gesehen haben. Sie seien nach ihrer Auswanderung nach Pella im Ostjordanland von der Kirche abgeschnitten worden, sodass ihnen die Gestaltung des biblischen Kanons fremd geblieben sei. Diese These wurde von Georg Strecker 1958 widerlegt.
Der Ebionismus konnte sich bis ins 5. Jahrhundert halten.

## Ebionitische Positionen
Viel ist über die Positionen der Ebioniter nicht bekannt. Sie standen wohl in engerer Beziehung zu der Haltung und den Ansichten der Jerusalemer Urgemeinde und waren den paulinischen Vorstellungen gegenüber ablehnend.  Die antipaulinische Haltung wird in den Schriften einiger Kirchenvätern erwähnt, so u. a. bei Justin der Märtyrer, Irenäus von Lyon, Hippolyt von Rom, Quintus Septimius Florens Tertullianus, Origenes.
Laut Irenäus von Lyon, der das frühste Zeugnis über die Ebioniter gibt, akzeptierten die Ebioniter nur das Matthäusevangelium, und verurteilen insbesondere Paulus als Apostaten. Irenäus schreibt ihnen einen »judäischen Lebensstil« zu, weil sie der Tora – für Irenäus – streng folgten. Epiphanios von Salamis, der später als Irenäus schreibt, meint, ihr Matthäusevangelium sei unvollständig gewesen. Dieses unvollständige Matthäusevangelium wurde auch als »Hebräerevangelium« bezeichnet; heute ist es als »Ebionitenevangelium« bekannt, wenn auch nur durch Zitate des Epiphanios fragmentarisch erhalten.
Die Schrift des Irenäus von Lyon, in welcher nichts von der Unvollständigkeit des Matthäusevangeliums der Ebioniten steht, ist jedoch vorzuziehen, da sie älter ist und Epiphanios‘ Bericht auf dem des Eusebius beruht, der wahrscheinlich keinen direkten Kontakt zu den Ebionitern hatte.
Der populäre jüdische Schriftsteller Hyam Maccoby behauptet darüber hinaus, dass für die Ebioniten Jesus von Nazareth bloß ein Mensch, geboren durch seine Eltern, war und folglich die Jungfrauengeburt von Ebionitern abgelehnt worden sei. Gott (JHWH) verlieh ihm durch die Ruach HaQodesh, (hebräisch רוח הקודש ruach ha-kodesh, d. h. Heiliger Geist) prophetische Gaben. Er sei ein gesetzestreuer Jude gewesen, der gemäß der Halacha, die 613 Mizwot (Gebote) achtete. Die Darstellung Maccobis ist aber erkennbar tendenziös und seine polemische Agenda offenbar.